# 雜字
《雜字》，為中國一類蒙學書籍的統稱。

## 內容
常以韻語編成，用隔句押韻以讀來上口、聽來悅耳、便於背誦，涉及內容比較廣泛，如衣食住行、生產工具、家用什器、工商等。版本在不同時代、不同地區有不同的本子，並不斷有所修改增刪，因此現存的《雜字》書，其編纂時代與作者均不易考訂。書名多以一句字数多少定名、如《三言雜字》、《四言雜字》、《五言雜字》等。
取名三言的《雜字》在民國時期有广益书局石印本的《三言杂字》、锦章书局本得《续三言杂字》。在台灣有《讀書子三言雜字》。
《四言雜字》在近代中國各地也多有同名書。此書名在宋朝就有，為教授兒童的詞訟之書。《宋会要辑稿》：「今《四言雜字》皆係教授詞訟之書，有犯，合依上條斷罪。欲乞行下諸路州軍、監司，依條施行。」在北宋時曾翻譯為西夏文，如《宋史·外國傳一·夏國上》：「元昊自製蕃書……教國人記事用蕃書，而譯《孝經》、《爾雅》、《四言雜字》為蕃語。」
台灣版《四言雜字》的多有客家語、民俗，反映清治時台灣客家人的生活，僅管如此，台灣閩南人在私墊也用此書。二十世紀初葉時，李開章在苗栗銅鑼一帶得到十九世紀台灣客家人張氏版本的手抄本後，去除部分清朝制度與負面事情，如刪除光緒八年（1882年）竹南四堡土城居民張廬被劫的描寫：「嘉慶己巳，世遭變亂。客人遭刧，禍出非常。人多離散，田屋抛荒。」，寫入台灣日治時代的事物，編成台灣流傳甚廣的斐成堂版，後世也多以此版重印作臺灣人的教育。依黃震南作分類，有記帳、烹飪、蔬果、肉類、器官、衣飾、農具、家用、建築、祭祀、禽獸、歲時、水運、刑法、信仰、行業、人品、昆蟲、地治、世道人心、處世之道、各地民情、歷史人物、勸專心就業、作詩、醫藥、番人、契約、道德報應、書牘、宗族、死亡、親屬、官職、女子、忠臣孝子、聖賢經典、教育、文房四寶、結語這四十類。
取名六言如《绘图改良六言杂字》、《六言處世雜字》等。
取名七言的如《新刻七言雜字》，起頭就說：「雜字當認難成文，只將物件順口吟。先言穀米養命寶，次道布帛遮體身。」既是韻語，又連屬成文，因而流行較廣,有石印、木刻等。台灣有《七言雜字》、《七言爲人雜字》。
也有不是句的字數命名，例《繪圖便用雜字》、《天津地理買賣雜字》、《士農工商買賣雜字》、《山西雜字必讀》、《中西家常日用雜字》、《大淸雜宇》、《益幼雜字》、《山東莊農日用雜字》等。蒲松齡也寫有《雜字》書，因有感於舊的《莊農雜字》脫漏甚多而著七言的《日用俗字》。